# Grumo (Blenio)
Grumo è una frazione del comune svizzero di Blenio nel territorio dell'ex-comune di Torre in Canton Ticino.
Già comune autonomo, nel 1927 fu accorpato al comune di Torre, il quale a sua volta il 22 ottobre 2006 è stato accorpato agli altri comuni soppressi di Aquila, Campo, Ghirone e Olivone per formare il nuovo comune di Blenio.